# Todesgruppe
Der Ausdruck Todesgruppe oder Hammergruppe bezeichnet im Sportjargon – besonders in der Boulevardpresse – eine Vorrundengruppe eines Turniers, in der (fast) nur starke Mannschaften aufeinandertreffen.
Da sich z. B. aus einer Vierergruppe meist zwei Mannschaften für die nächste Runde qualifizieren, wird diese dramatisierende, martialische Bezeichnung auch verwendet, wenn drei von vier Mannschaften so stark sind, dass sie zu den Mitfavoriten gezählt werden. Auch als stark eingeschätzte Mannschaften haben damit ein hohes Risiko, bereits in der Vorrunde auszuscheiden.

## Beispiele
Als Beispiele aus dem Fußball lassen sich aus dem Bereich der Turniere für Nationalmannschaften anführen:
- Die Gruppe B bei der Fußball-WM der Frauen 1999 mit Europameister Deutschland, Südamerikameister Brasilien und Vize-Europameister Italien.[2]
- Die Gruppe B bei der Fußball-WM der Frauen 2007 mit USA, Schweden und Nordkorea, die in der FIFA-Weltrangliste die Plätze 1, 3 (zudem Vize-Weltmeister) und 5 belegten.[2]
- Die Gruppe B bei der Fußball-EM 2012 mit Niederlande, Dänemark, Deutschland und Portugal, die zu Turnierbeginn die Plätze 3, 4, 9 und 10 der FIFA-Weltrangliste belegten.[3]